# Navarra
La Navarra (in spagnolo Navarra, AFI: [naˈβara]; in basco Nafarroa, AFI: [nafaro.a]), ufficialmente denominata Comunità Forale della Navarra (in spagnolo Comunidad Foral de Navarra, AFI: [komuniˈðað foˈɾal de naˈβara]; in basco Nafarroako Foru Erkidegoa, AFI: [nafaro.ako foɾu komunitate.a]), è una comunità autonoma e provincia forale senza sbocchi sul mare nel nord della Spagna.

## Geografia
Confina con le comunità autonome dei Paesi Baschi (province di Gipuzkoa e Álava) a nord-ovest, La Rioja a sud-ovest e Aragona (province di Saragozza e Huesca) a sud-est e con la Francia (dipartimento dei Pirenei Atlantici in Aquitania) a nord-est. Della sua popolazione di 640 790 abitanti (2014), circa un terzo abitano nel capoluogo, Pamplona (in basco Iruña o Iruñea), mentre altri centri importanti sono Tudela e Barañain. La Navarra conta 272 comuni.

## Storia
Il Regno di Navarra si estendeva originariamente su entrambi i lati dei Pirenei: venne poi diviso tra Francia e Spagna nel XVI secolo. La parte di Navarra sul lato francese viene chiamata Bassa Navarra (in basco Nafarroa Beherea o Benafarroa), compresa nell'odierno dipartimento francese dei Pirenei Atlantici.
Il Regno di Navarra, originariamente chiamato "Pamplona", sorse all'incirca nell'824, quando Iñigo Arista guidò una rivolta contro i Franchi. Invaso nel 1512 da Ferdinando II d'Aragona che ne annetteva la parte meridionale (Alta Navarra), la parte a nord dei Pirenei rimase un regno separato sotto l'egida della corona francese, fino alla definitiva annessione al regno di Francia della Bassa Navarra nel 1620, ma i Re di Francia continuarono a fregiarsi anche del titolo di Re di tutta la Navarra fino al 1830.
È la patria di san Francesco Saverio e Beniamino di Tudela, celebre viaggiatore ebreo del XII secolo.

## Amministrazione
Il governo, o Giunta, è l'organo esecutivo della Comunità autonoma (diretto da un Presidente), mentre un parlamento autonomo legifera nelle materie trasferite dal governo centrale a quello regionale.

## Economia
Il PIL pro capite della Navarra è di 30614 € (2010).

## Infrastrutture e trasporti
- TUC Pamplona struttura brutta

## Sport
Lo sportivo più famoso della Navarra è senz'altro il ciclista Miguel Indurain. Tra le sue vittorie più importanti, i cinque successi consecutivi al Tour de France (dal 1991 al 1995) e i due al Giro d'Italia (1992 e 1993). È stato anche detentore del record dell'ora.
La squadra di calcio più famosa è l'Osasuna ("Salute" in basco) di Pamplona, che milita nella Primera División spagnola.